# 熊岳県
熊岳県（ゆうがく-けん）は中華人民共和国遼寧省にかつて存在した県。現在の営口市鮁魚圏区に相当する。
遼代に設置され、元代に廃止された。